# Presa di Lampedusa
La presa di Lampedusa fu un'azione militare Alleata nell'ambito della operazione Corkscrew nella seconda guerra mondiale, in cui l'esercito britannico, in preparazione allo sbarco in Sicilia attaccò in forze l'isola di Lampedusa, per assicurarsi una posizione avanzata in appoggio alle forze anglo-statunitensi che di lì a poco sarebbero sbarcate in Sicilia. Lampedusa, l'isola più grande delle arcipelago delle Pelagie, nel contesto militare dell'attacco alla penisola italiana, si trovava in una posizione strategica lungo la rotta verso il canale di Suez e rappresentava il vertice di un quadrilatero che collega in meno di 250 km Agrigento, Pantelleria, Malta e Ras Kaboudia sulla costa tunisina, rappresentando per gli Alleati un importante fulcro per il controllo del Mar Mediterraneo.
La politica coloniale italiana, a metà degli anni trenta, provocò attriti internazionali soprattutto con Gran Bretagna e Francia, nazioni con cui nel primo dopoguerra l'Italia aveva diviso il controllo del Mediterraneo. In quegli anni la difesa di Malta venne rinforzata e di conseguenza l'Italia iniziò la costruzione di installazioni militari a Pantelleria e Lampedusa.

## Le difese dell'isola
Le limitate dimensioni dell'isola di Lampedusa suggerirono agli alti comandi di evitare la costruzione di opere difensive di dimensioni impegnative come a Pantelleria: non fu costruito nessun hangar protetto, né alcuna batteria di grosso calibro, peraltro mai attuate neanche a Pantelleria.
Le opere furono quindi installate all'imboccatura orientale del porto, armato con una batteria da 4 pezzi da 76/40, e in località Punta Alaino dove furono installati 5 cannoni da 90/53 Mod. 1939.

## Lampedusa nella seconda guerra mondiale
Con lo scoppio del conflitto e la dichiarazione di guerra a Gran Bretagna e Francia, a Lampedusa fu avviata la costruzione di fortificazioni e di altre batterie di piccolo e medio calibro per contrastare un eventuale tentativo di sbarco alleato.

### Le installazioni
Venne pianificata la costruzione di una batteria su tre pezzi da 152/45 in località Casa Garito, inizialmente progettati in postazione Tobruk, mai realizzata.
A Punta Parrino, a ovest dell'isola, fu realizzata una batteria su quattro pezzi da 149/43, a quota 27.
In località Aria Rossa fu costruita una batteria su cinque pezzi da 90/53, e una batteria con compiti antiaerei su quattro pezzi da 76/45. Infine a Casa Diruta e nei pressi di Cala Francese furono installate delle batterie analoghe con doppia funzione antinave e antiaerea, su quattro pezzi da 76/45.
I lavori procedettero a rilento in quanto il preventivato fabbisogno di 25 000 t di materiale per la costruzione delle opere si scontrava con i limitati mezzi del porto di Lampedusa che consentiva una capacità media di sbarco giornaliero di sole 70 tonnellate di materiale. I lavori poterono dirsi conclusi solo in data 31 marzo 1943.
Le opere di rafforzamento dell'isola comprendevano anche la costruzione di un piccolo aeroporto in terra battuta lungo circa 800m, e l'integrazione delle difese antiaeree con l'installazione di 18 mitragliere I.F. da 20/70 e sei Breda Mod. 31 da 13,2 mm in impianti singoli.

### Il presidio difensivo
La difesa dell'isola fu affidata al capitano di vascello Orazio Bernardini, che reggeva un Comando Marina a Lampedusa, dipendente dal Comando del Regio Esercito, agli ordini del tenente colonnello Giovanni Paleologo.
La difesa terrestre era affidata a tre compagnie di fucilieri del 77º Reggimento "Lupi di Toscana", sei compagnie di mitraglieri, una compagnia di lanciafiamme, un plotone di carri leggeri, tre plotoni mortai e due plotoni anticarro.
Per la difesa aerea, invece, furono assegnati dei nuclei del 10º Stormo di base all'aeroporto di Sciacca.

#### Comandi e reparti
- Comandi
  - Comando militare marittimo: comandante di vascello Orazio Bernardini; com.te in 2ª, c.c. Oderisio Maresca
  - Comando Truppe R.E.: t.col. Giovanni Paleologo
  - Comando Difesa Contraerea Territoriale: seniore Adinolfi della MVSN
  - Comando Difesa Fissa: magg. Pietro Assenza

#### Ordine di battaglia delle difese italiane[5]
- Fanteria
  - 365º Cp. mitraglieri G.a.F. (Settore Levante)
  - 617º Cp. mitraglieri G.a.F. (Settore Levante)
  - 653° Cp. mitraglieri G.a.F. (Settore Porto)
  - 656º Cp. mitraglieri G.a.F. (Settore Porto)
  - 601º Cp. mitraglieri G.a.F. (Settore Ponente)
  - 625º Cp. mitraglieri G.a.F. (Settore Ponente)
  - 13º - 14º -15º Cp. autonoma 77º Rgt. fanteria "Lupi di Toscana"
  - 3º Cp. lanciafiamme autonoma Rgt. chimico
  - 3 plotoni mortai da 81mm
  - 2 plotoni di artiglieria anticarro
  - 1 plotone autonomo con 4 carri L3 (3º Cp. carri)
  - Compagnia speciale servizi, 5º Rgt. fanteria "Aosta"
  - Compagnia comando truppe R.E.
- Genio
  - 47°- 49° - 122° - 125º Cp. lavoratori genio (Z.M.)
  - 51º Cp. mista autonoma genio
  - 6º Plotone speciale autonomo genio pontieri
- Artiglieria
  - Difesa costiera a doppio compito: assicurata dal 6º Gruppo autonomo art. Milmart "Lampedusa", sulle seguenti batterie:
    - L.P. 457 (4 x 76/40) località Cavallo Bianco
    - L.P. 511 (6 x 90/53) località Punta Alaimo
    - L.P. 1 (4 x 149/43 Krupp 1914) tra Cala Francese e Cala Calandra
    - L.P. 136 (4 x 76/45) tra Cala Francese e Cala Calandra
    - L.P. 259 (4 x 76/40) tra Cala Francese e Cala Calandra
    - L.P. 2 (3 x 152/45) località Cala Madonna
    - Una batteria su 3 x 90/53 località Aria Rossa
    - Le batteria della Milmart erano poi integrate da alcune del Regio Esercito con pezzi da 75/27.
- Difesa contraerea
  - Tre batterie da 75/46 della Difesa Contraerea Territoriale (DICAT) erano collocate a difesa dell'aeroporto, 20 mitragliere I.F. da 20/70 e 6 Breda Mod. 31 da 13,2mm in impianti singoli così dislocati:
  - Punta Grecale, batteria "Falchi"
  - Guitgia, batteria "Serenissima"
  - Punta Sottile, batteria "Aquila"
  - Cala Francese e Cala Pisana, batteria "Audace"
  - Aria Rossa, batteria "Ardita"
  - Quattro stazioni fotoelettriche da 150cm. di diametro, tipo Galileio, così dislocate:
    - 1° a Capo Grecale vicino alla stazione semaforica
    - 2° a Aria Rossa (a nord dell'Isola de Conigli)
    - 3° a Punta Giutgia
    - 4° a Punta Cappellone
- Regia Aeronautica
  - Oltre al personale assegnato all'aeroporto, come a Pantelleria era installato un radilocalizzatore tedesco tipo "Freya" (matricola 175), dapprima interamente gestito da personale germanico poi in parte affidato a personale Regia Aeronautica. L'impianto era situato ad Albero Sole, massimo rilievo dell'isola, a 133 s.l.m., nella zona occidentale.
- Servizi
- Sottosezioni lavori genio
  - 870º Ospedale da campo (alpino)
  - Posto medicazione quadrupedi
  - Depositi vari
  - 22ª Autosezione speciale

## L'attacco all'isola

L'HMS Nubian mentre stende una cortina fumogena il giorno 8 giugno a difesa delle unità maggiori impegnate nel tiro contro l'isola

Lampedusa e Pantelleria furono le prime tappe dell'attacco anglo-americano contro il territorio italiano.
Ad Algeri, in una riunione tenuta dalle potenze alleate tra il 29 maggio e il 3 giugno 1943, Churchill insistette sul progetto di invasione dell'Italia proponendo i seguenti tre possibili obiettivi: invasione della Sardegna (operazione Brimstone), Corsica (operazione Firebrand), e Sicilia (Operazione Husky).
Quindi la scelta ricadde sull'attacco alla Sicilia, e le operazioni alle isole di Pantelleria, Lampedusa, Linosa e Lampione erano previste nell'ambito dell'operazione Corkscrew ("cavatappi") come preliminare di Husky.

### Le azioni preliminari
Il 5 giugno 1943 Lampedusa subì un primo pesante attacco aereo alleato, centinaia di bombe colpirono il suolo dell'isola, e nella notte tra 6 e 7 giugno alcune unità navali inglesi si avvicinarono per saggiare la reazione delle batterie costiere.

Nella stessa notte tre motosiluranti inglesi (MTB 65, 268 e 313), dopo aver lanciato falsi messaggi per far credere di essere motovedette tedesche, alle 5 del mattino tentarono di far sbarcare un nucleo di incursori del 2° S.A.S. e dell'S.B.S. gruppo "Z" a Cala Coniglio.
L'assalto dei commando fu prontamente respinto da due compagnie del 77º Reggimento "Lupi di Toscana" nella zona del Vallone Fonduto, due inglesi furono uccisi, mentre gli altri sabotatori si rifugiarono in alcune caverne naturali della zona in attesa di reimbarcarsi.
Neanche la risposta delle batterie si fece attendere, fu aperto il fuoco contro i mezzi navali e alcune testimonianze riferiscono che un mezzo navale fu colpito e le altre tre unità avvicinatesi alla costa si ritirarono coperte da una cortina fumogena. Due soldati italiani, per i meriti di questa azione di contrasto, vennero decorati sul campo con la Medaglia d'argento.
Alle ore 9 del 7 giugno 1943 a Porto Empedocle giunsero i MAS 539 e 564, sotto il comando del ten. di vascello Enrico Ricciardi, capo della 13ª squadriglia, scortando due motozattere con rifornimenti urgenti, rimpiazzi e posta.
I due MAS rimasero sull'isola e scortarono il sommergibile Atropo, giunto il giorno 10 con un ultimo carico di rifornimenti urgenti, ma alle ore 15:51 dell'11 giugno furono sorpresi in porto da un bombardamento aereo che provocò la loro distruzione.

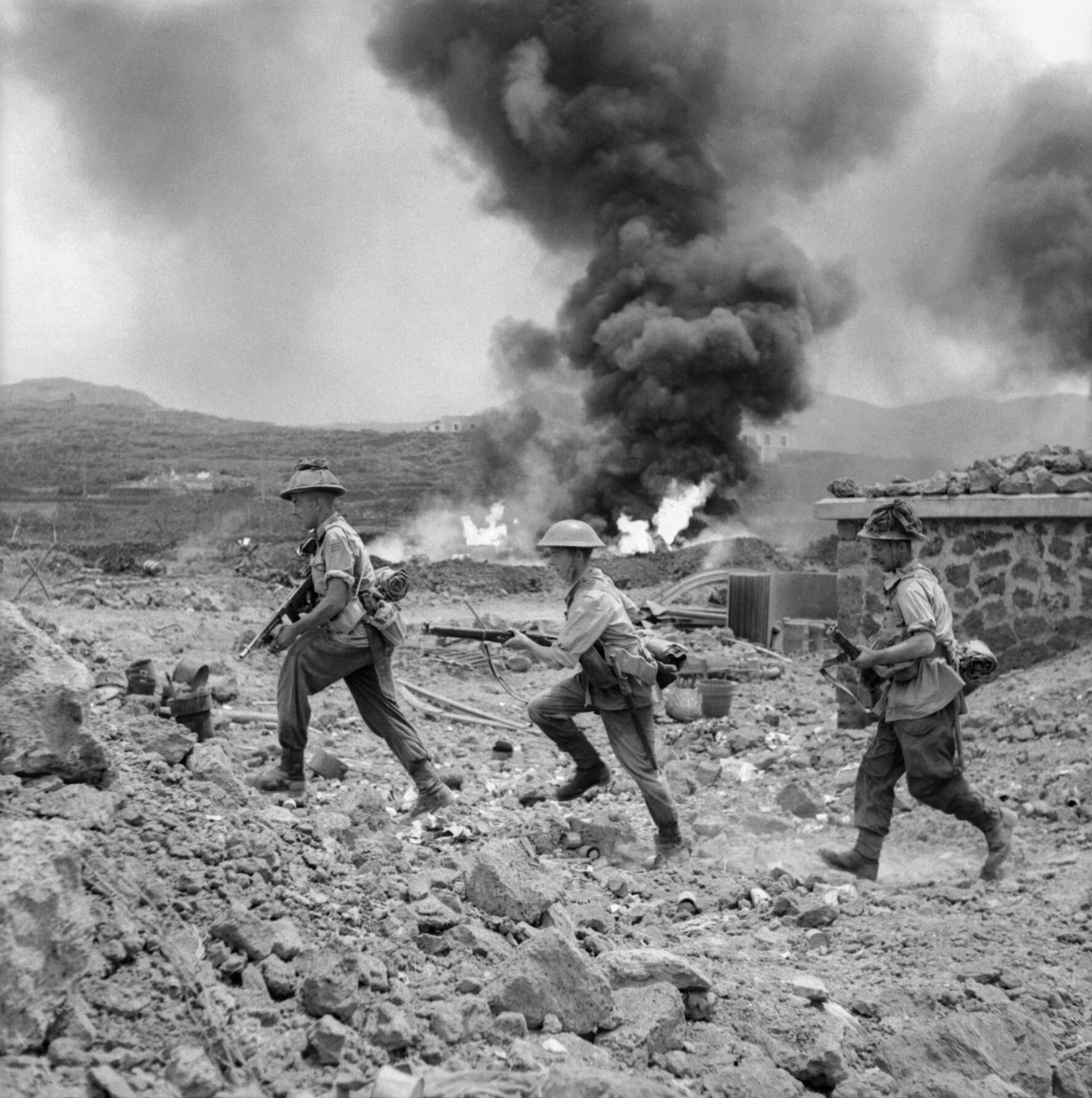
Soldati inglesi a Pantelleria

Alle ore 9 del giorno 12, furono lanciati sull'isola volantini che intimavano la resa alla guarnigione, senza però ottenere risposta.

### L'atto di forza
Alle prime luci del 12 giugno una ingente forza navale britannica al comando del vice ammiraglio Harcourt che contava gli incrociatori Newfoundland, Aurora, Orion e Penelope, i caccia Laforey, Lookout, Jervis, Nubian e il caccia greco Queen Olga, bombardò l'isola a più riprese contrastata, per quanto possibile, dal tiro delle batterie costiere risparmiate dai bombardamenti aerei precedenti.
Alle ore 11 del 12 giugno il comandante della piazza, Bernardini, inviò a Supermarina-Roma due radiogrammi in cui relazionava l'attacco britannico. Alle 13:25 Supermarina riferì al Comando Supremo che le difese dell'isola erano state annientate, mentre il bombardamento proseguiva con pezzi di "grossissimo calibro", e alle 13:50 rispose a Lampedusa di confidare nella resistenza dell'isola fino a che fosse stato possibile arrecare danno all'avversario.

### La resa
Nel pomeriggio gli ufficiali di grado più elevato si riunirono, e considerando la mancanza di mezzi idonei a controbattere il bombardamento britannico, ed evidenziando la schiacciante supremazia aerea, venne unitamente decisa la resa che fu annunciata con fonogramma che giunse a Supermarina-Roma alle ore 15.50.
Alle 16.25 fu chiesto a Marina Messina di avvertire il comando britannico di Malta di far cessare i bombardamenti, visto che erano già stati esposti i segni di resa. Solo alle 18.35 una unità navale della Royal Navy inviò a terra una lancia per accogliere ufficialmente la resa del presidio.
Alle 20.30, come ultimo atto difensivo, alcuni aerei italo-tedeschi bombardarono le navi inglesi in rada nel porto; nella notte sbarcò sull'isola il primo plotone del secondo Coldstream Guards Battalion, al comando del tenente colonnello P. Crowder.
Infine, domenica 13 giugno 1943, alle ore 9.00, vennero resi gli onori militari alla bandiera italiana ed alla guarnigione da parte di un picchetto delle stesse Coldstream Guards; nella stessa mattinata reparti britannici occuparono anche l'isola di Linosa, senza incontrare resistenza da parte della guarnigione di 170 uomini presente sull'isola; lo stesso giorno fu occupato anche l'isolotto di Lampione al momento privo di presidio difensivo italiano.
Nei giorni successivi i 4 400 uomini della guarnigione di Lampedusa vennero trasferiti in Nordafrica e gli anglo-americani installarono a Lampedusa un presidio militare. Il governo militare dell'isola fu assunto dal comandante di stormo John D. Brisdee della Raf, e dal 19 giugno, la responsabilità degli Affari Civili fu affidata al tenente colonnello Oglethorpe, coadiuvato come interprete dal sottotenente dell'United States Army J.S. Politi.

## Dopoguerra
Con il trattato di pace del 1947, fra gli obblighi a cui dovette sottostare l'Italia vi era la smilitarizzazione completa dei tratti di costa entro 15 km adiacenti alla frontiera con la Francia e con la Jugoslavia, mentre veniva proibita la costruzione di nuove fortificazioni costiere in Sicilia, Puglia e Sardegna con la conseguente totale smilitarizzazione delle isole di Lampedusa, Lampione, Linosa e Pantelleria; tutte le batterie delle isole furono quindi smantellate.